# معهد مونتيري للتكنولوجيا والتعليم العالي

خارطة انتشار الفروع في مدن المكسيك

معهد مونتيري للتكنولوجيا والتعليم العالي (بالإسبانية: Instituto Tecnológico y de Estudios Superiores de Monterrey, ITESM)‏ هي أحد أكبر الجامعات متعدد الحرم الجامعي الخاص وغير طائفية ومختلطة في أمريكا اللاتينية ويدرس فيها أكثر من 90,000 طالب في عدة مراحل دراسية كالمدرسة الثانوية، والجامعية، ومستويات الدراسات العليا. تقع الجامعة في مونتيري المكسيكية، وله 31 فرع في 25 مدينة في جميع أنحاء المكسيك